# Ebba Hermansson
Ebba Charlotte Hermansson, född 14 maj 1996 i Älvsborgs församling i Göteborg, är en svensk politiker (sverigedemokrat). Hon var ordinarie riksdagsledamot 2018–2021, invald för Skåne läns västra valkrets.
Hon inledde sin politiska karriär inom SDU efter riksdagsvalet 2014. Hermansson var Sverigedemokraternas jämställdhetspolitiska talesperson från augusti 2018 till hösten 2020. Efter valet 2018 var hon riksdagens yngsta ledamot.
I november 2021 meddelade Hermansson att hon skulle lämna riksdagen vid årsskiftet 2021/2022 och inte ställa upp för omval i riksdagsvalet 2022. Som skäl till detta angav hon bland annat uppfattningen om jämställdhetsfrågan i Sverigedemokraterna och de skandaler som skakat partiet, såsom sexualbrottsdömda partiföreträdare. Pontus Andersson utsågs till ny ordinarie riksdagsledamot från och med 17 december 2021 sedan Hermansson avsagt sig uppdraget.